# Зитценберг-Райдлинг
Зитценберг-Райдлинг (нем. Sitzenberg-Reidling) — коммуна (нем. Gemeinde) в Австрии, в федеральной земле Нижняя Австрия. 
Входит в состав округа Тульн.  Население составляет 1970 человек (на 31 декабря 2005 года). Занимает площадь 22,15 км². Официальный код  —  32132.

## Политическая ситуация
Бургомистр коммуны — Франц Редль (АНП) по результатам выборов 2005 года.
Совет представителей коммуны (нем. Gemeinderat) состоит из 19 мест.
- АНП занимает 13 мест.
- СДПА занимает 6 мест.